# بی‌ان‌وای ملون سنتر فیلادلفیا
بی‌ان‌وای ملون سنتر فیلادلفیا (انگلیسی: BNY Mellon Center) آسمان‌خراش ۵۴ طبقه به ارتفاع ۷۹۲ فوت (۲۴۱ متر)، با کاربری اداری-تجاری است، که در شهر فیلادلفیا، پنسیلوانیا، ایالات متحده آمریکا مستقر می‌باشد. پروژه ساخت این ساختمان در سال ۱۹۸۸ آغاز شد و در سال ۱۹۹۰ تکمیل و افتتاح گردید.

## نگارخانه

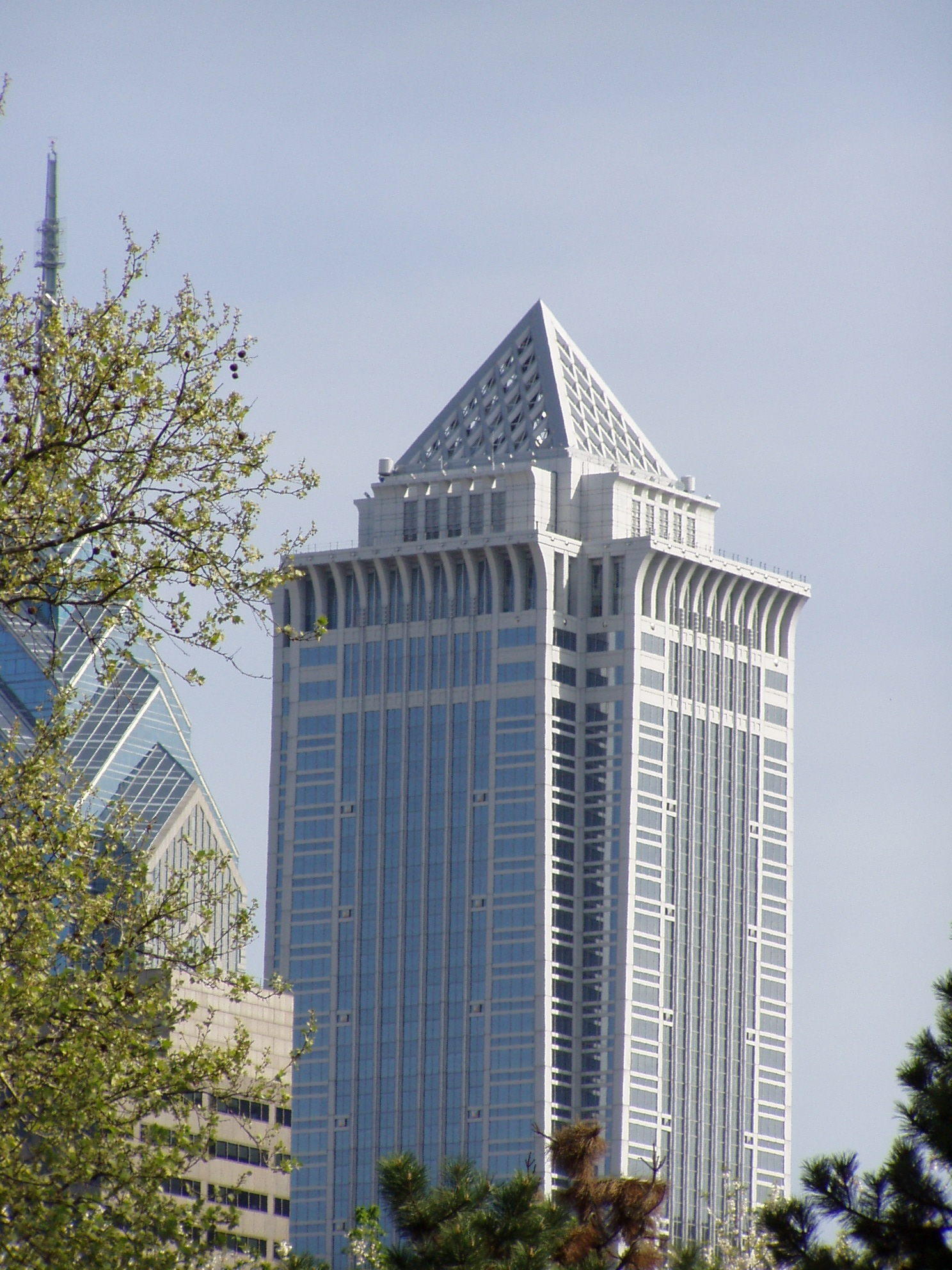